# 피라미드 세포
피라미드 세포(pyramidal cell) 또는 추체세포(錐體細胞)는 대뇌 피질, 해마체, 편도체에 분포하는 다극성 뉴런의 일종이다. 포유류의 전전두피질과 피질척수로에서 신경 흥분의 가장 큰 원인이 된다. 피라미드 세포는 광견병 환자를 검시할 때 네그리소체가 발견되는 두 종류의 세포 중 하나이기도 하다. 산티아고 라몬 이 카할이 처음으로 발견하였다.
피라미드 세포는 대뇌 겉질의 3층과 5층에서 많이 볼 수 있다.

## 구조

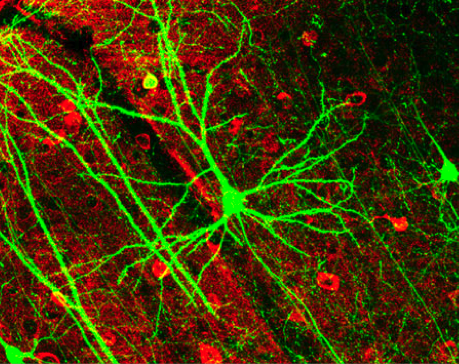
녹색 형광 단백질로 염색한 피라미드 세포
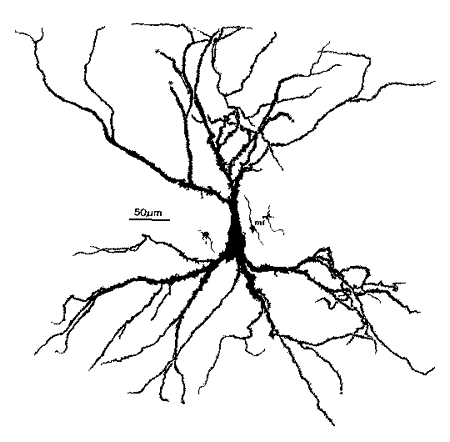
해마의 피라미드 세포

피라미드 뉴런의 주요 구조적 특징 중 하나는 원뿔 모양의 세포체로, '피라미드' 혹은 '추상'이라는 이름이 여기에 기인한다.
가지돌기 가시의 존재도 특징 중 하나이다. 가지돌기 가시는 흥분성 연접후 전위EPSP를 받아들이는 입구의 기능을 한다. 가지돌기 가시는 1888년에 골지염색법을 통해 산티아고 라몬 이 카할이 처음으로 발견했는데, 세포체에는 존재하지 않으며 세포체에서 멀어질 수록 그 수가 많아진다는 특징이 있다.

## 같이 보기
- 대뇌 피질
- 피라미드로
- 베츠 세포(Betz cell)